# Łukasz Kwilecki
Łukasz Kwilecki na Kwilczu herbu Szreniawa (zm. 28 września 1745 roku) – kasztelan lądzki w latach 1737–1745, kasztelan santocki w latach 1736–1737, starosta mosiński w 1718 roku.
Marszałek sejmików relacyjnych województw poznańskiego i kaliskiego w 1721 i 1731 roku (zerwanego). Jako poseł na sejm konwokacyjny 1733 roku z województwa kaliskiego był członkiem konfederacji generalnej zawiązanej 27 kwietnia 1733 roku na tym sejmie. Jako deputat województwa poznańskiego podpisał pacta conventa Stanisława Leszczyńskiego w 1733 roku. 10 lipca 1737 roku podpisał we Wschowie konkordat ze Stolicą Apostolską.